# Bisbat de Ngozi
El bisbat de Ngozi (francès: Diocèse de Ngozi); llatí: Dioecesis Ngoziensis) és una seu de l'Església catòlica a Burundi, sufragània de l'arquebisbat de Gitega.
Al 2019 tenia 1.214.329 batejats d'un total de 1.553.274 habitants. Actualment està regida pel bisbe Georges Bizimana.

## Territori
La diòcesi comprèn Les províncies de Ngozi i Kayanza a Burundi.
La seu episcopal és la ciutat de Ngozi, on es troba la catedral de Nostra Senyora de Fàtima.
El territori s'estén sobre 2.707 km² i està dividit en 22 parròquies

## Història
El vicariat apostòlic va ser erigit el 14 de juliol de 1949 mitjançant la butla Nimio patentes del papa Pius XII, prenent el territori del vicariat apostòlic d'Urundi (avui l'arxidiòcesi de Gitega.
L'11 de juny de 1959 cedí una porció del seu territori a benefici de l'erecció del vicariat apostòlic d'Usumbura (avui l'arxidiòcesi de Bujumbura.
El 10 de novembre del mateix any el vicariat apostòlic va ser elevat a diòcesi amb la butlla Cum parvulum del papa Joan XXIII.
El 5 de setembre de 1968 cedí una nova porció de territori a benefici de l'erecció de la diòcesi de Muyinga.

## Cronologia episcopal
- Joseph Martin, M.Afr. † (14 de juliol de 1949 - 6 de juny de 1961 nomenar bisbe de Bururi)
- André Makarakiza, M.Afr. † (21 d'agost de 1961 - 5 de setembre de 1968 nomenar arquebisbe de Gitega)
- Stanislas Kaburungu (5 de setembre de 1968 - 14 de desembre de 2002 renuncià)
- Gervais Banshimiyubusa (14 de desembre de 2002 - 24 de març de 2018 nomenar arquebisbe de Bujumbura)
- Georges Bizimana, des del 17 de desembre de 2019

## Estadístiques
A finals del 2019, la diòcesi tenia 1.214.329 batejats sobre una població de 1.553.274 persones, equivalent al 78,2% del total.
| any  | població  | població  | població | sacerdots | sacerdots       | sacerdots       | sacerdots             | diàques | religiosos | religiosos | parroquies |
| ---- | --------- | --------- | -------- | --------- | --------------- | --------------- | --------------------- | ------- | ---------- | ---------- | ---------- |
| any  | batejats  | total     | %        | total     | clergat secular | clergat regular | batejats por sacerdot | diàques | homes      | dones      |            |
| 1950 | 249.742   | 694.005   | 36,0     | 53        | 6               | 47              | 4.712                 |         |            | 39         | 13         |
| 1969 | 452.022   | 603.538   | 74,9     | 71        | 34              | 37              | 6.366                 |         | 57         | 100        | 15         |
| 1980 | 567.312   | 812.600   | 69,8     | 52        | 36              | 16              | 10.909                |         | 42         | 114        | 17         |
| 1988 | 675.566   | 858.368   | 78,7     | 31        | 25              | 6               | 21.792                |         | 15         | 85         | 17         |
| 1998 | 700.000   | 920.000   | 76,1     | 49        | 38              | 11              | 14.285                |         | 24         | 136        | 17         |
| 2001 | 790.000   | 1.039.078 | 76,0     | 41        | 31              | 10              | 19.268                |         | 28         | 138        | 18         |
| 2003 | 937.373   | 1.109.094 | 84,5     | 58        | 43              | 15              | 16.161                |         | 46         | 199        | 18         |
| 2013 | 992.897   | 1.287.273 | 77,1     | 67        | 57              | 10              | 14.819                |         | 28         | 245        | 24         |
| 2016 | 1.098.047 | 1.369.548 | 80,2     | 82        | 71              | 11              | 13.390                |         | 30         | 222        | 26         |
| 2019 | 1.214.329 | 1.553.274 | 78,2     | 104       | 90              | 14              | 11.676                |         | 39         | 242        | 27         |